# ميكروبيوم

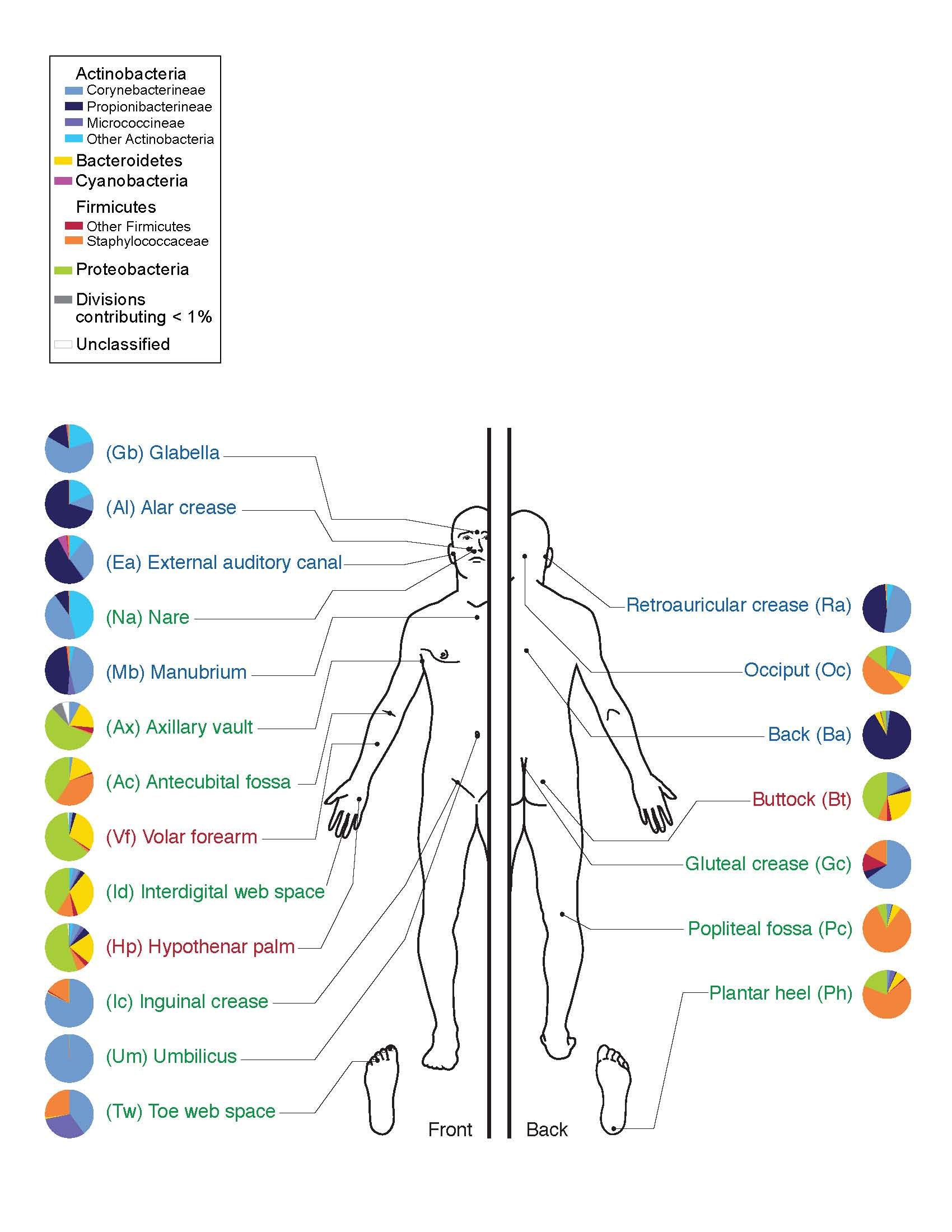
وصف جسم الإنسان زما يعيش عليه من أنواع ميكروبات.

ميكروبيوم (بالإنجليزية: Microbiome)‏ هو مجموع الميكروبات المتعايشة مع إنسان أو أي من الأحياء الأخرى (حيوانات أو ديدان أو قواقع) وتعيش على جسمها أو في داخل أمعائها. ويقصد بالميكروبيوم في المقام الأول النبيت الجرثومي المعوي والميكروبات التي تعيش على جلده مما يسمى نبيت جرثومي جلدي أو تعيش على أجزاء أخرى من جسم الإنسان أو فيها في تعايش سلمي: في الفم والأنف والعين والأعضاء التناسلية وغيرها. وقد تنضم إليها في التعريف العام مجموعات الميكروبات التي تعيش في التربة وعلى أوراق الشجر وفي البيوت غيرها.
اصطلاح الميكروبوم هو اصطلاح جديد اقترحه «چوشوا ليدربرج» بشأن مشروع جينوم عندما انتهى من تعيين الجينوم البشري، واقترح أخذ النبت الجرثومي الذي يتعايش مع الإنسان في تحديد مجموع جيناته، حيث أن تلك النبيتات تشترك مع الإنسان العائل لها في عملية التمثيل الغذائي وتؤثر على الإنسان تأثيرا مباشرا.

## خلفية

### تاريخيًا
نشأت أبحاث الميكروبيوم في علم الأحياء الدقيقة وبدأت في القرن السابع عشر. أدى تطوير تقنيات ومعدات جديدة إلى زيادة أبحاث علم الأحياء الدقيقة الطبي ونتج عنه تحولات نموذجية في فهم الصحة والمرض. نظرًا لأن الأمراض المعدية أثرت على البشر على مدار معظم التاريخ، فقد كان علم الأحياء الدقيقة الطبي من أهم العلوم التي دُرست بهدف تحقيق المصلحة العامة. بالإضافة إلى ذلك، يعد علم الأحياء الدقيقة الغذائي مجالًا قديمًا للتطبيقات التجريبية. سمح تطوير المجاهر الأولى باكتشاف عالم جديد غير معروف وأدى إلى التعرف على الكائنات الحية الدقيقة.
فتح الوصول إلى العالم غير المرئي سابقًا عيون وعقول الباحثين في القرن السابع عشر. درس أنتوني فان ليوينهوك البكتيريا المتنوعة من مختلف الأشكال والفطريات والأوليات (التي أطلق عليها اسم الجزيئات الحيوانية) بشكل أساسي من عينات الماء والطين ولويحات الأسنان، واكتشف الأغشية الحيوية كأول مؤشر على الكائنات الحية الدقيقة التي تتفاعل داخل مجتمعات الكائنات الميكروبية المعقدة. كان تفسير روبرت كوخ لأصل الأمراض البشرية والحيوانية نتيجة للعدوى الميكروبية وتطوير مفهوم الإمراضية معلمًا مهمًا في علم الأحياء الدقيقة. حولت هذه النتائج تركيز مجتمع البحث والجمهور على دور الكائنات الحية الدقيقة كعوامل لتشكيل المرض والتي يجب القضاء عليها.
ومع ذلك، أظهرت الأبحاث الشاملة على مدى القرن الماضي أن نسبة صغيرة فقط من الكائنات الحية الدقيقة مرتبطة بالمرض أو الإمراضية. الغالبية العظمى من الميكروبات ضرورية لعمل النظام البيئي ومعروفة بالتفاعلات المفيدة مع الميكروبات الأخرى. في الواقع، يعد الحفاظ على ميكروبيوم صحي أمرًا ضروريًا لصحة الإنسان وقد يكون هدفًا للعلاجات الجديدة. في نهاية القرن التاسع عشر، بدأ علم الاحياء الدقيقة البيئي بالعمل الرائد الذي قام به سيرجي وينوجرادسكي ومارتينوس بايرينك. نتج عن علم الأحياء الدقيقة البيئي نقلة نوعية أخرى: الكائنات الدقيقة موجودة في كل مكان في البيئات الطبيعية، وغالبًا ما ترتبط بالمضيفين، وللمرة الأولى أبلغ عن آثار مفيدة على مضيفيها.
بعد ذلك، بدأ مفهوم وجود الكائنات الحية الدقيقة كخلايا مفردة في التغير، وأصبح من الواضح بشكل متزايد أن الميكروبات تحدث داخل التجمعات المعقدة حيث تكون تفاعلات الأنواع والتواصل أمرًا بالغ الأهمية لديناميات السكان والأنشطة الوظيفية. إن اكتشاف الحمض النووي، وتطوير تقنيات التسلسل، وتقنيات تفاعل البوليميراز المتسلسل، وتقنيات الاستنساخ مكّن من دراسة المجتمعات الميكروبية باستخدام مناهج تعتمد على الزراعة والحمض النووي والحمض النووي الريبي.
كانت الخطوة المهمة الأخرى هي إدخال العلامات الجينية مثل جين الرنا الريباسي 16S إلى طرق تحليل ودراسة المجتمع الميكروبي بواسطة كارل ووز وجورج إي. فوكس في عام 1977. في الوقت الحاضر، يمكن لعلماء الأحياء ترميز البكتيريا والعتيقات والفطريات والطحالب والطلائعيات في موائلها الطبيعية، من خلال استهداف جينات الرنا الريباسي 16S و18S، أو فاصل النسخ الداخلي (ITS)، أو بدلًا من ذلك، مناطق وظيفية محددة من الجينات التي ترمز إنزيمات معينة.
بدأ تحول نموذجي رئيسي آخر في بداية هذا القرن وما زال مستمرًا حتى اليوم، فقد سلطت تقنيات التسلسل الجديدة وبيانات التسلسل المتراكمة الضوء على وجود المجتمعات الميكروبية في كل مكان وارتباطها بالكائنات الحية العليا والأدوار الحاسمة للميكروبات في صحة الإنسان والحيوان، والنبات. أحدثت هذه الاحتمالات الجديدة ثورة في علم البيئة الميكروبية، لأن تحليل الجينومات والميتاجينومات بطريقة عالية الإنتاجية يوفر طرقًا فعالة لمعالجة الإمكانات الوظيفية للكائنات الحية الدقيقة الفردية وكذلك المجتمعات بأكملها في بيئاتها الطبيعية. توفر تقنيات الملتي أوميكس بما في ذلك طرق الميتاترنسكريبتوم والميتابروتيوم والميتابولوم الآن معلومات مفصلة عن الأنشطة الميكروبية في البيئة. بناءً على الأساس الغني للبيانات، اكتسبت زراعة الميكروبات، التي غالبًا ما تجاهلها العلماء أو قللوا من شأنها على مدى الثلاثين عامًا الماضية، أهمية جديدة، وأصبحت الزراعة عالية الإنتاجية الآن جزءًا مهمًا من مجموعة الأدوات لدراسة الميكروبيوم. سُلط الضوء على الإمكانات والقوة العالية للجمع بين تقنيات «الأوميكس» المتعددة لتحليل تفاعلات المضيف مع الميكروبات في العديد من المراجعات.

### أصل الكلمة
استخدم جي ال مور كلمة ميكروبيوم «microbiome» (micro اليوناني تعني «صغير» وbíos تعني «الحياة») لأول مرة في عام 1952 في مجلة سينتيفيك الشهرية لتعني الكائنات الحية الدقيقة الموجودة في بيئة معينة.

### تعريفات
تعرف المجتمعات الميكروبية بشكل عام على أنها مجموعة الكائنات الحية الدقيقة التي تعيش معًا. وبشكل أكثر تحديدًا، تعرف المجتمعات الميكروبية على أنها تجمعات متعددة الأنواع، تتفاعل فيها الكائنات (الدقيقة) مع بعضها البعض في بيئة متجاورة. في عام 1988، قدم ويبز وزملاؤه التعريف الأول لمصطلح الميكروبيوم. وصفوا الميكروبيوم على أنه مزيج من الكلمتين الميكروبي والحيوي، وهو «مجتمع ميكروبي مميز» في «موطن محدد جيدًا له خصائص فيزيائية كيميائية مميزة» باعتباره «مسرح نشاطهم». يمثل هذا التعريف تقدمًا كبيرًا في تعريف المجتمع الميكروبي، فهو يعرّف المجتمع الميكروبي بخصائص ووظائف متميزة وتفاعلاته مع بيئته، مما يؤدي إلى تكوين منافذ بيئية محددة.
ومع ذلك، نشرت العديد من تعريفات الميكروبيوم الأخرى في العقود الأخيرة. بحلول عام 2020، كان التعريف الأكثر الاستشهاد به هو من قبل ليدربيرج، ووصف الميكروبيوم ضمن سياق بيئي كمجتمع من الكائنات الحية الدقيقة المتعايشة، التكافلية، والممرضة داخل مساحة الجسم أو بيئة أخرى. ركز مارشيسي ورافيل في تعريفهما على الجينومات وأنماط التعبير الجيني الميكروبي (والفيروسي) والبروتينات في بيئة معينة وظروفها الحيوية وغير الحيوية السائدة. تشير كل هذه التعريفات إلى أن المفاهيم العامة للبيئة الكلية يمكن تطبيقها بسهولة على الميكروبات وكذلك على تفاعلات مضيف الميكروبات. ومع ذلك، من غير الواضح إلى أي مدى يمكن تطبيق هذه المفاهيم المطورة لحقيقيات النوى الكبيرة على بدائيات النوى بأنماط حياتها المختلفة فيما يتعلق بالسكون، وتنوع النمط الظاهري، ونقل الجينات الأفقي بالإضافة إلى حقيقيات النوى الدقيقة. يثير ذلك بعض التحديات المتمثلة في دراسة وفهم مجموعة جديدة تمامًا من نماذج البيئة المفاهيمية ونظرية بيئة الميكروبيوم، لا سيما فيما يتعلق بالتسلسلات الهرمية المتنوعة لتفاعلات الميكروبات مع بعضها البعض ومع البيئات الحيوية وغير الحيوية المضيفة. تفشل العديد من التعريفات الحالية في فهم هذا التعقيد ووصف مصطلح الميكروبيوم بأنه يشمل جينومات الكائنات الحية الدقيقة فقط.
في عام 2020، نشرت لجنة من الخبراء الدوليين، نظمها مشروع ميكروبيوم سبورت الممول من الاتحاد الأوروبي، نتائج دراساتهم حول تعريف الميكروبيوم. تألفت اللجنة من حوالي 40 باحثًا في مجالات الميكروبيوم المتنوعة، وساهم حوالي مئة خبير آخر من جميع أنحاء العالم من خلال استطلاع عبر الإنترنت. اقترحوا تعريفًا للميكروبيوم بناءً على ما وصفوه بأنه «وصف مضغوط وواضح وشامل للمصطلح» على النحو الذي قدمه في الأصل ويبز وزملاؤه في عام 1988، عُدل بمجموعة من التوصيات التي تأخذ في الاعتبار التطورات التكنولوجية اللاحقة ونتائج البحث. تفصل التوصيات بوضوح بين المصطلحات الميكروبيوم والميكروبات ويقدمون مناقشة شاملة تأخذ في الاعتبار تكوين الميكروبات، وعدم تجانس وديناميات الميكروبات في الزمان والمكان، واستقرار ومرونة الشبكات الميكروبية، وتعريف الميكروبات الأساسية، والأنواع الأساسية ذات الصلة وظيفيًا مثل بالإضافة إلى مبادئ التطور المشترك للتفاعلات بين مضيف الميكروبات والأنواع داخل الميكروبيوم.

## ميكروبيوم الإنسان
ما نعرفه عن ميكروبيوم الإنسان لا زال قليل جدا.
وقد انشأ المعهد الوطني للصحة NIH بالولايات المتحدة الأمريكية في عام 2007 مشروعا علميا تحت اسم مشروع الميكروبيوم البشري Human Microbiome Project بغرض تحليل جينات الميكروبات التي تعيش في/وعلى جسم الإنسان وأغشيته وأمعائه. وسوف تشمل الاختبارات عينات من الفم والأنف و الجلد والجهاز الهضمي ومن الجهازين البولي والتاسلي. وسوف ينشأ بنك للبيانات مجانا بغرض تسهيل عمل المجموعات العلمية المشتركة في المشروع.

وقد بدأ المشروع بالفعل بدراسة الميكروبوم الموجود في جزء معين من جسم الإنسان، مثل الفم والجلد. وقد قام المعهد الوطني لأبحاث الأسنان NIDCR في الولايات المتحدة في عام 2008 بتبادل معلومات مع بعض معاهد البحث المماثلة في بلاد أخرى. وتشمل تلك الأبحاث نحو 600 من أنواع الميكروبات المختلفة. ويقوم العلماء بتصنيفها ودراسة شجرة عائلتها عن طريق تعيين الرنا 16S rRNA لها أو عن طريق تحليل التتابعات الكاملة لچينوماتها. بهذا يأملون في تفهم أحسن لأهميتها عند إصابة شخص بتسوس الأسنان أو تأثيرها عند حدوث عسر هضم أو نزلة معوية له.

## الميكروبيوم وأيض الدهون

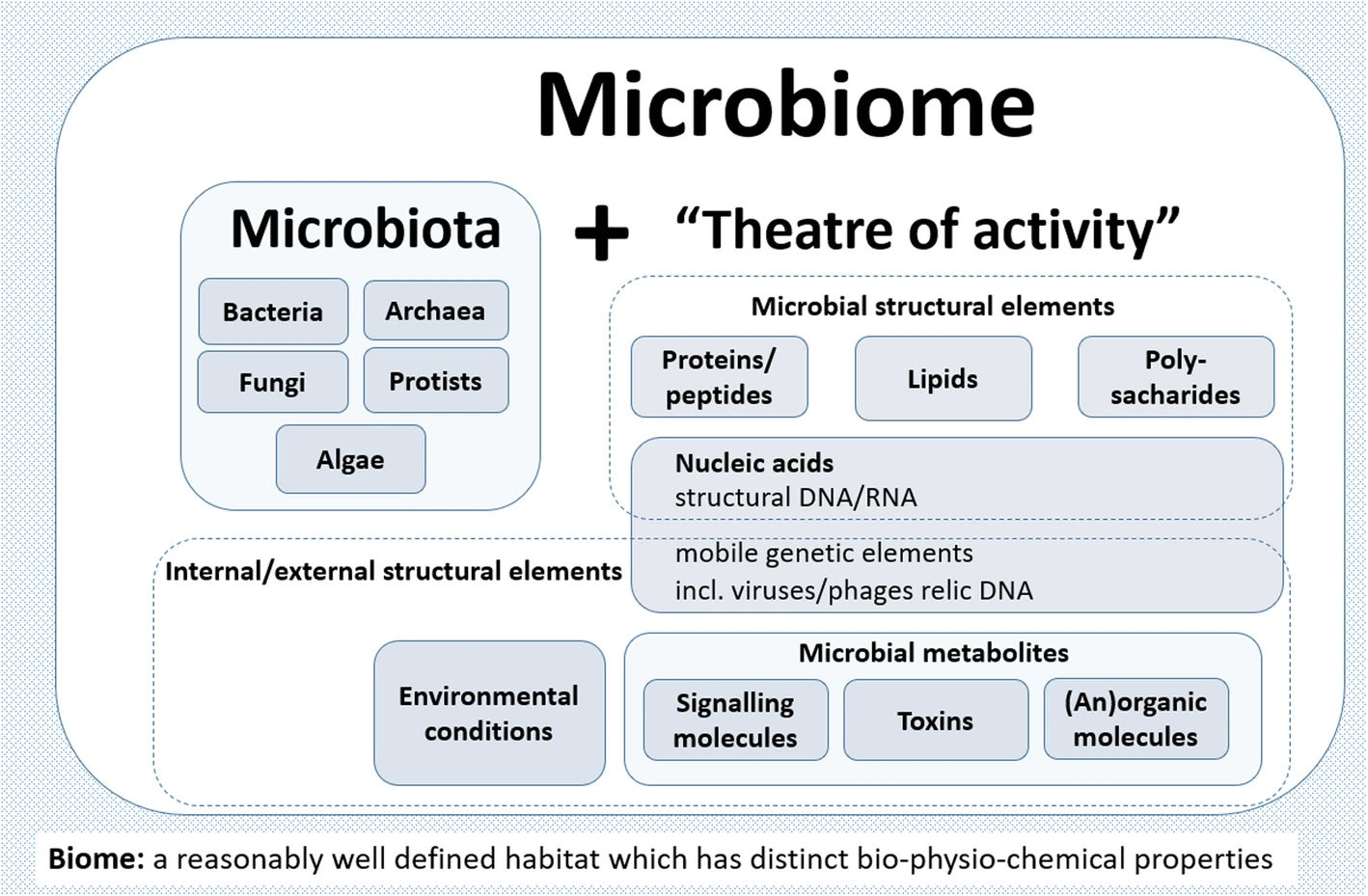
Microbiome as microbiota plus their theatre of activity.webp

الميكروبيوم المعوي، الذي يتكون من تريليونات من الكائنات الدقيقة مثل البكتيريا، الفيروسات، الفطريات والطفيليات، يُعتبر عنصرًا أساسيًا في جسم الإنسان. هو عامل حاسم في العديد من العمليات البيولوجية، بما في ذلك الهضم والمناعة وأيض الدهون. في السنوات الأخيرة، أصبح موضوع تأثير الميكروبيوم المعوي على التمثيل الغذائي، وخاصةً على أيض الدهون، من المجالات البحثية التي تحظى باهتمام متزايد. يُعتقد أن الميكروبيوم المعوي يمكن أن يؤثر بشكل كبير على قدرة الجسم على معالجة الدهون وتخزينها، وهو ما يتأثر بشكل مباشر بالنظام الغذائي المتبع

#### الموقع والتركيب
الميكروبيوم المعوي يتكون من مجموعة متنوعة من الكائنات الدقيقة التي تعيش في القناة الهضمية. تقدر الدراسات أن هناك حوالي 100 تريليون خلية ميكروبية في الأمعاء البشرية، وتختلف هذه الكائنات حسب عدة عوامل مثل النظام الغذائي، البيئة، والعوامل الوراثية.
- البكتيريا المفيدة: تشمل بكتيريا Bifidobacteria وLactobacillus التي تساعد في هضم الأطعمة المعقدة، مثل الألياف، وبالتالي تحسن امتصاص المغذيات.
- البكتيريا الضارة: تشمل بكتيريا Firmicutes وBacteroidetes التي قد تتسبب في زيادة امتصاص الدهون من الطعام، مما يؤدي إلى زيادة تراكم الدهون في الجسم.

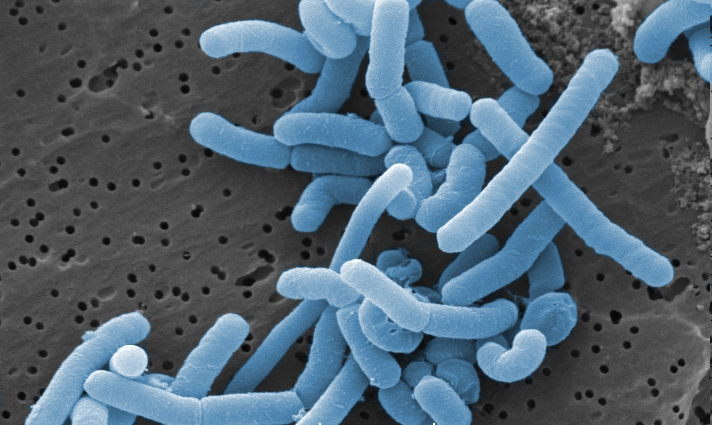
Lactobacillus paracasei.jpg

- Lactobacillus paracasei.jpgالتنوع الميكروبي: يُعتبر التنوع البكتيري في الأمعاء من العوامل المهمة التي تؤثر في الصحة الأيضية. النظام الغذائي الغني بالألياف يساعد في الحفاظ على توازن صحي بين الأنواع البكتيرية المفيدة والضارة

## الوظائف
الميكروبيوم المعوي يؤدي عدة وظائف رئيسية تؤثر على الأيض في الجسم، من بينها:
1. تحسين الهضم: تلعب الكائنات الدقيقة في الأمعاء دورًا مهمًا في تكسير الأطعمة التي يصعب هضمها مثل الألياف. هذا يساعد في إنتاج أحماض دهنية قصيرة السلسلة (SCFAs) مثل البروبيونات والأسيتات، التي تعمل كمصدر للطاقة للخلية المعوية وتساهم في صحة الأمعاء.
2. تنظيم أيض الدهون: تشير الأبحاث إلى أن البكتيريا في الأمعاء يمكن أن تؤثر على كيفية امتصاص الجسم للدهون من الطعام. على سبيل المثال، بعض أنواع البكتيريا يمكنها تعزيز قدرة الأمعاء على امتصاص الدهون مما يؤدي إلى زيادة تخزين الدهون في الأنسجة.

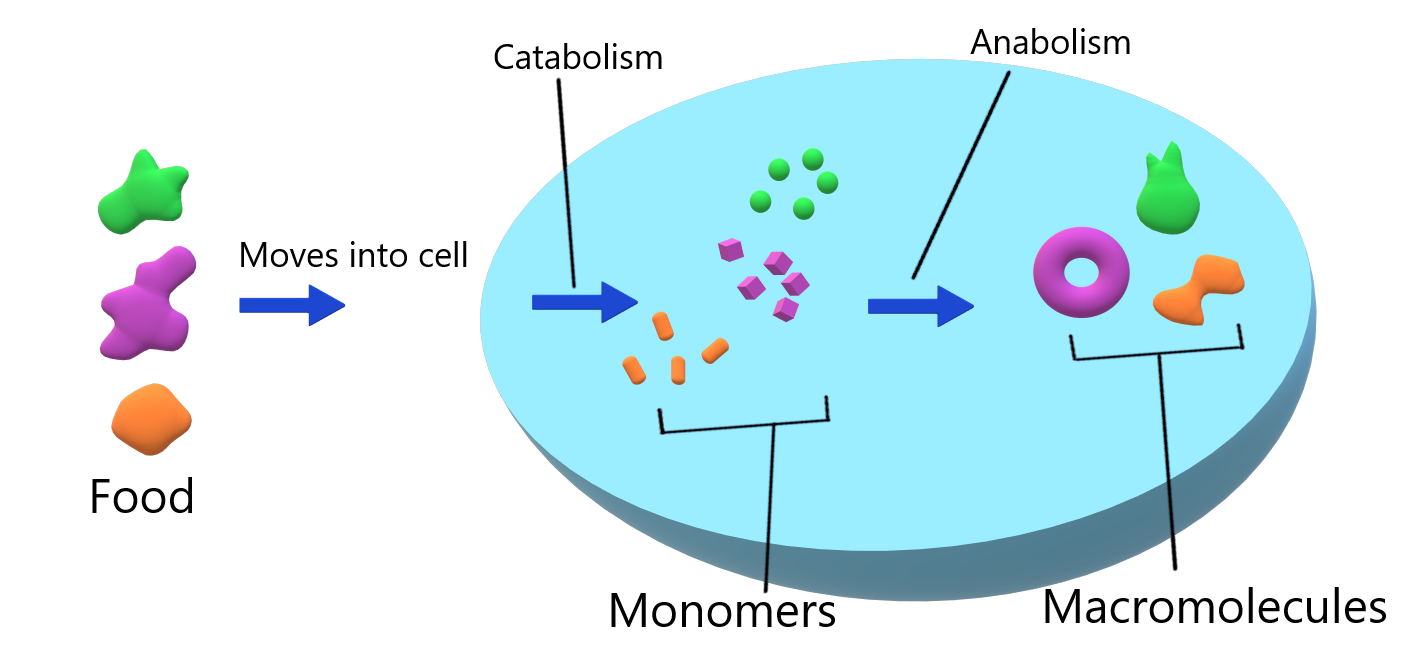
Anabolism and Catabolism.png

3. Anabolism and Catabolism.pngإنتاج الأحماض الدهنية قصيرة السلسلة: هذه الأحماض تؤثر على استقلاب الدهون، وتلعب دورًا في تقليل الالتهابات في الجسم وتحسين استجابة الأنسولين. الأحماض الدهنية قصيرة السلسلة تساهم أيضًا في الحفاظ على صحة الأمعاء عبر تعزيز نمو الخلايا المعوية وتقوية الحاجز المعوي.

الأمراض المرتبطة بالميكروبيوم المعوي وأيض الدهون
الاختلال في التوازن الميكروبي يمكن أن يؤدي إلى عدة اضطرابات في الأيض، بما في ذلك:
1. السمنة: أظهرت الدراسات أن الاختلال في تكوين الميكروبيوم المعوي قد يساهم في تطور السمنة. بعض أنواع البكتيريا مثل Firmicutes يمكن أن تكون أكثر فعالية في امتصاص الدهون من الطعام، مما يؤدي إلى زيادة تخزين الدهون.
2. متلازمة التمثيل الغذائي: الأشخاص الذين يعانون من اضطرابات في الميكروبيوم المعوي قد يواجهون مشاكل في التوازن الأيضي، مثل زيادة مقاومة الأنسولين، ارتفاع ضغط الدم، وزيادة مستويات الدهون في الدم.
3. داء السكري من النوع 2: يمكن أن يؤدي اختلال التوازن في الميكروبيوم المعوي إلى مقاومة الأنسولين، مما يؤدي إلى زيادة تراكم الدهون في الجسم وتطور السكري من النوع 2.

#### التشخيص[17]
تشخيص اضطرابات الميكروبيوم المعوي في سياق أيض الدهون يتطلب مجموعة من الأدوات:
1. التسلسل الجيني (16S rRNA sequencing): هو اختبار يستخدم لتحديد الأنواع البكتيرية السائدة في الأمعاء. يساعد هذا التحليل في تحديد كيفية تأثير تركيبة الميكروبيوم على عملية الهضم وأيض الدهون.
2. تحليل الأحماض الدهنية قصيرة السلسلة: يمكن قياس مستويات الأحماض الدهنية قصيرة السلسلة في الدم أو في عينات البراز لمعرفة تأثير الميكروبيوم على استقلاب الدهون.

#### العلاج[16]
إدارة اضطرابات الميكروبيوم المعوي لتحسين أيض الدهون قد تشمل:
1. التعديلات الغذائية: تغيير النظام الغذائي يمكن أن يكون له تأثير كبير في تحسين توازن الميكروبيوم. الأنظمة الغذائية الغنية بالألياف، مثل الخضروات والفواكه، تحفز نمو البكتيريا المفيدة.
2. المكملات البروبيوتيك: تناول المكملات البروبيوتيك يمكن أن يساعد في إعادة توازن الميكروبيوم المعوي، مما قد يساهم في تحسين عملية الأيض والحد من تراكم الدهون.
3. المضادات الحيوية: في بعض الحالات الخاصة، قد تكون المضادات الحيوية ضرورية لتقليل نمو البكتيريا الضارة التي تؤثر على عملية الأيض. ومع ذلك، يجب استخدام هذه الأدوية بحذر لأنها قد تؤدي إلى اختلالات أخرى في الميكروبيوم.